# Nancy Valen
Nancy Valen (Hallandale Beach, 16 dicembre 1965) è un'attrice e produttrice televisiva statunitense.
È conosciuta per aver interpretato il ruolo di Samantha Thomas nella serie televisiva Baywatch.

## Filmografia

### Cinema
- Porky's III - La rivincita! (Porky's Revenge!), regia di James Komack (1985)
- Passaggio per il paradiso (The Heavenly Kid), regia di Cary Medoway (1985)
- Il grande regista (The Big Picture), regia di Christopher Guest (1989)
- Seduttore a domicilio (Loverboy), regia di Joan Micklin Silver (1989)
- Doppia verità (Listen to Me), regia di Douglas Day Stewart (1989)
- Final Embrace (Final Embrace), regia di Oley Sassone (1992)
- Little Devils: The Birth (Little Devils: The Birth), regia di George Pavlou (1993)
- Tutti i giorni è domenica (Seven Sundays), regia di Jean-Charles Tacchella (1994)
- Black Thunder (Black Thunder), regia di Rick Jacobson (1998)
- Written in Blood (Written in Blood), regia di John Terlesky (2003)
- The Wager (The Wager), regia di  Judson Pearce Morgan (2007)

#### Televisione
- Miami Vice – serie TV, episodi 1x17-1x20 (1985)
- I Ryan (Ryan's Hope) – serie TV, 2 episodi (1985-1987)
- Baby Sitter (Charles in Charge) – serie TV, 1 episodio (1988)
- La signora in giallo (Murder, She Wrote) – serie TV, episodi 6x07-8x11 (1989-1992)
- Baywatch - serie TV, 22 episodi (1989-1997)
- Hull High – serie TV, 9 episodi (1990)
- Bayside School – serie TV, 1 episodio (1990)
- I ragazzi della prateria (The Young Riders) – serie TV, 1 episodio (1991)
- Gli amici di papà (Full House) – serie TV, 1 episodio (1991)
- Perry Mason: L'arte di morire (Perry Mason: The Case of the Fatal Framing) – film TV (1992)
- Due poliziotti a Palm Beach (Silk Stalkings) – serie TV, 3 episodi (1993-1994)
- Fortune Hunter – serie TV, 1 episodio (1994)
- Walker Texas Ranger – serie TV, 2 episodi (1994)
- Hardball – serie TV, 1 episodio (1994)
- Crescere, che fatica! (Boy Meets World) – serie TV, 1 episodio (1994)
- Friends - serie TV, episodio 1x16 (1995)
- Viper – serie TV, 1 episodio (1997)
- Love Boat - The Next Wave – serie TV, 1 episodio (1999)
- Black Scorpion – serie TV, 1 episodio (2001)
- Spin City – serie TV, 1 episodio (2002)